# Marcelo Itagiba
Marcelo Zaturansky Nogueira Itagiba ComMM (Rio de Janeiro, 20 de março de 1956) é um advogado, delegado de polícia e político brasileiro filiado ao Avante. Foi deputado federal pelo Rio de Janeiro entre 2007 e 2011.
É formado em direito pela Universidade Federal do Rio de Janeiro, e delegado da Polícia Federal desde 1983.
Entre outros cargos ocupados, foi assessor no Ministério da Saúde, superintendente regional da Polícia Federal no estado do Rio de Janeiro e secretário de segurança pública do Rio de Janeiro. Em 2006, foi eleito deputado federal pelo Partido do Movimento Democrático Brasileiro. Em outubro de 2009, filiou-se ao Partido da Social Democracia Brasileira, onde tentou a reeleição no ano seguinte mas ficou como suplente. Tentou voltar à Câmara em 2014, ainda pelo PSDB, e 2018, pelo Cidadania, mas não obteve votação suficiente. Em 2022, filiou-se ao Avante para ser candidato ao Senado Federal pelo Rio de Janeiro, e ficou em sétimo lugar no pleito com 0,22% dos votos.
Judeu, Itagiba recebeu o primeiro-ministro israelense Shimon Peres em sua visita ao Brasil. Foi ainda autor do projeto de lei criminalizando o questionamento do holocausto judaico na Segunda Guerra mundial e, consequentemente, o revisionismo histórico.
Em 2002, Itagiba foi admitido à Ordem do Mérito Militar no grau de Comendador especial pelo presidente Fernando Henrique Cardoso.

## CPI das Milícias
Em 2008, durante a Comissão Parlamentar de Inquérito das Milícias, presidida pelo deputado estadual Marcelo Freixo, foi investigado por suposta ligação com milícias. Itagiba foi acusado de ter feito campanha na favela Rio das Pedras, em Jacarepaguá, durante sua gestão como secretário de segurança pública, com apoio do grupo paramilitar que controla a região. O relatório final da comissão apontou que a ação das milícias cresceu enormemente durante sua gestão como secretário de segurança pública. Em nota oficial divulgada sobre o caso, Marcelo Itagiba informou que, durante sua gestão como secretário, combateu atuação de milícias e que, na sua campanha para deputado federal, adotou lemas como "Comunidade não tem dono", "Policial não pode ser bandido" e "Criminoso foi feito para ser preso", contra a prática criminosa de milícias. 
O filme Tropa de Elite 2 (2010) abordou o tema da CPI, contendo um personagem (Guaracy, interpretado por Adriano Garib) que lembra Itagiba em seu cargo público na ocasião. Segundo divulgado pela imprensa e pelo ator Wagner Moura, "Itagiba chegou a ligar para o Rodrigo Pimentel (ex-capitão do Bope e co-autor do filme) e pediu para eu ir aos jornais e dizer que Guaracy não era inspirado nele. Como eu não fui, ele mesmo foi a um colunista de um jornal se defender”.